# Willem Cornelis Bauer

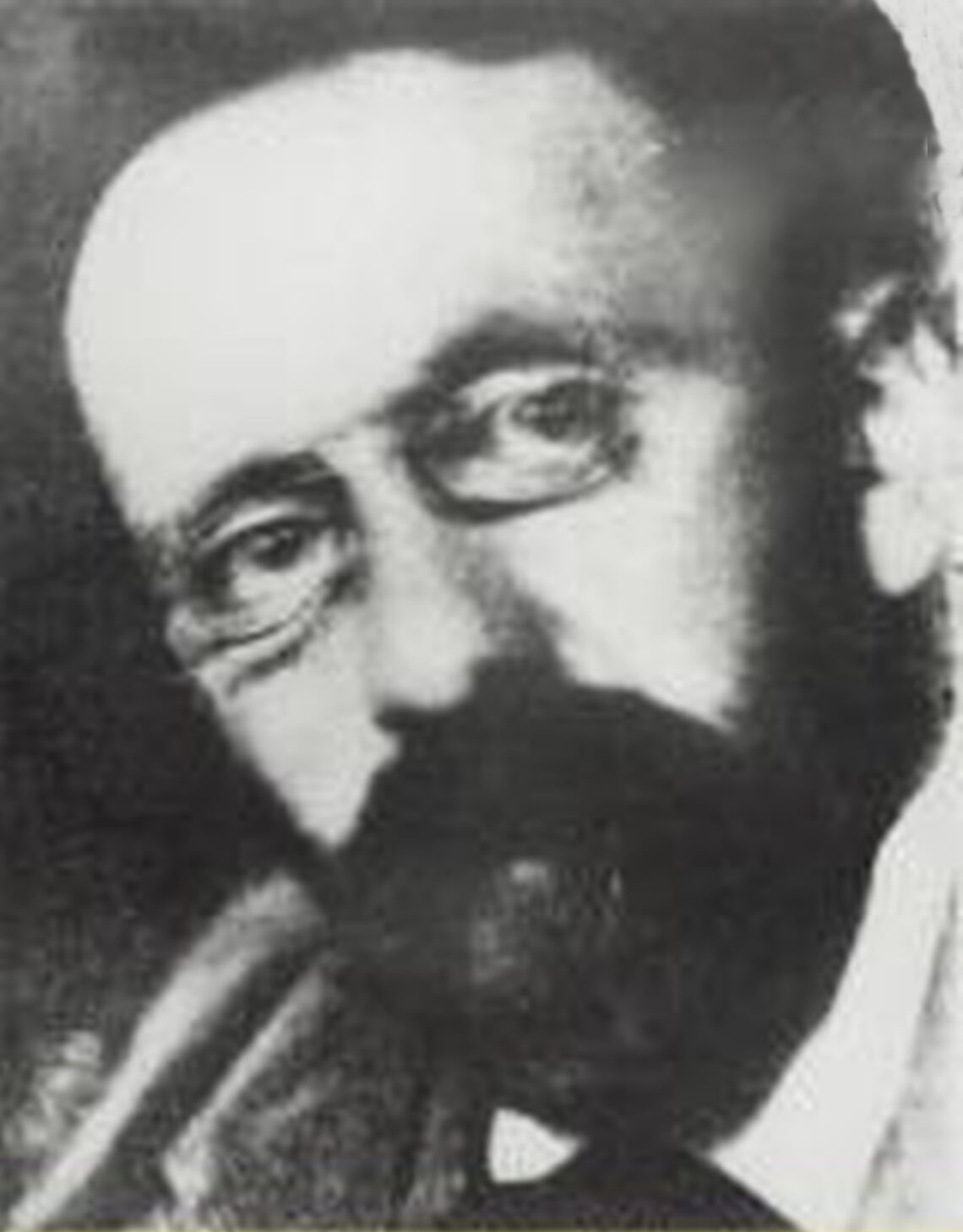
Willem Cornelis Bauer

Willem Cornelis Bauer ( La Haya, 31 de julio de 1862 - Hilversum, 24 de abril de 1904 )  fue un arquitecto y artista holandés. 

## Trayectoria

### Juventud y formación

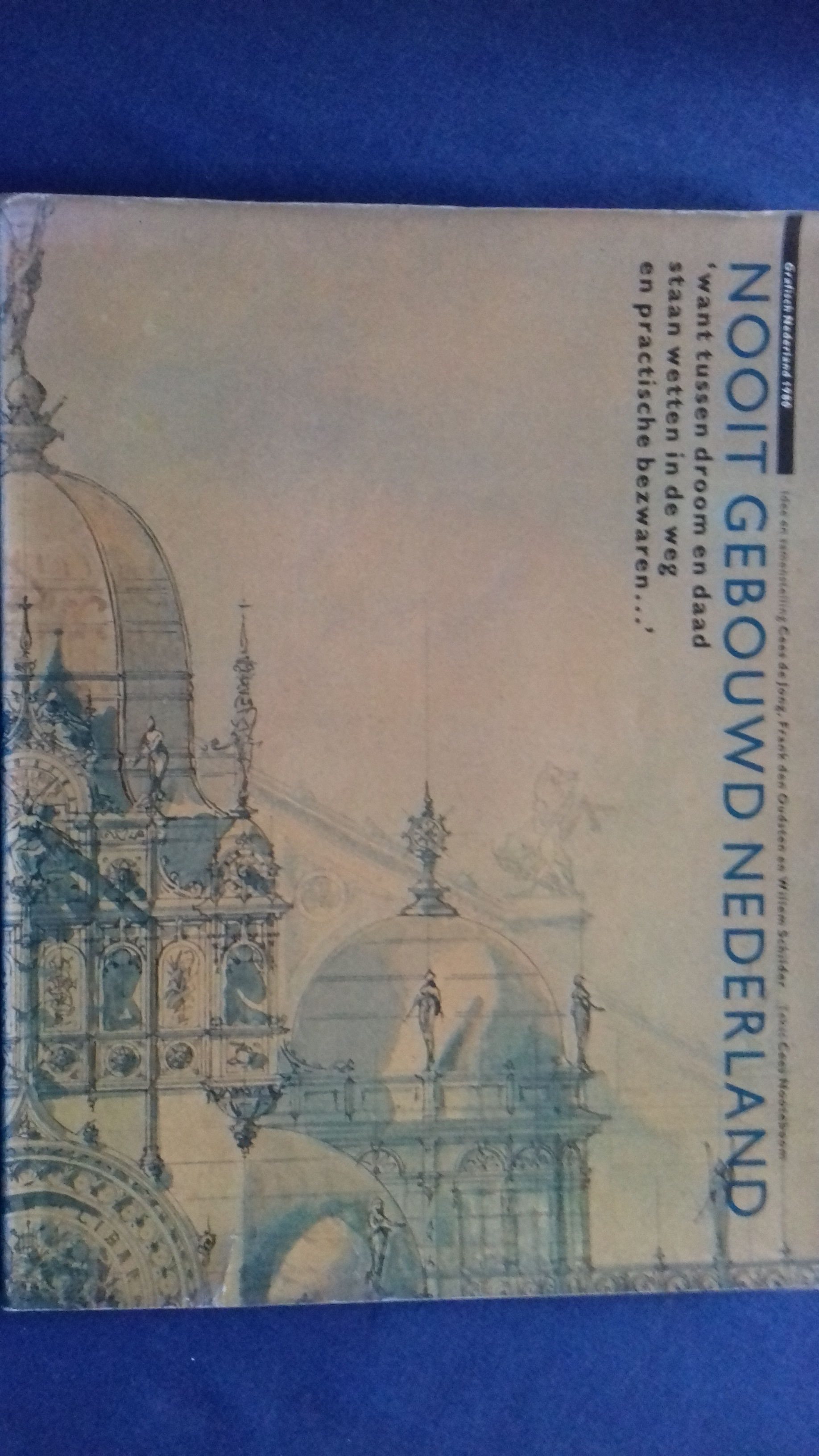
Portada del libro Never Built Netherlands, Diseño de WC Bauer

Al igual que su hermano menor, el pintor Marius Bauer, Willem Cornelis Bauer nació en un entorno amante del arte en que los niños aprendieron a dibujar a una edad temprana. Su padre, George Hendrik Bauer, era decorador y su madre, Maria Suzanne Verpoorten, venía de una familia de pintores.
Bauer estudió en la Real Academia de Arte de La Haya y entre sus compañeros de estudios estaban Karel de Basel y Willem Kromhout. En 1888 se convirtió en miembro del grupo Architectura et Amicitia, donde también conoció a Herman Cornelis Jorissen, Mathieu Lauweriks y Herman Walenkamp.
A partir de 1888 Bauer se trasladó a Ámsterdam, donde empezó a trabajar para el prestigioso estudio de arquitectura Salm.

### Consagración
Bauer vivió temporalmente en Estados Unidos a la edad de 15 años, en la pequeña ciudad de Elizabeth en el estado de Nueva Jersey. Allí se hizo conocido por sus dibujos, pinturas y acuarelas de paisajes. Su obra ha sido expuesta en Nueva York, Brooklyn, Boston y Filadelfia.
Bauer fue más conocido en los Países Bajos como el arquitecto de la colonia Walden. Era amigo de Frederik van Eeden. También fue uno de los cofundadores de la comuna Walden, aunque a menudo estuvo ausente de ella en fases posteriores.
A partir de 1891, utiliza elementos del estilo gótico tardío y de los estilos islámico y bizantino en sus diseños. Aunque usó su talento para hacer muchos diseños para concursos para iglesias, salas de conciertos, teatros y edificios de congresos, no quiso comprometerse a adaptar sus diseños a petición de los promotores de los edificios. El jurado a menudo encontraba sus diseños poco convencionales, lo que significó que tuvo poco éxito en este campo.
A lo largo de la década de los noventa del siglo XIX, la idea de una arquitectura rural honesta se retomó en los Países Bajos, al igual que en el movimiento de artes y oficios inglés de la década de 1870. Los arquitectos Willem Bauer, KPC de Bazel y Johan Wilhelm Hanrath, que murieron jóvenes, jugaron un papel crucial en este cambio de concepto.
Con el tiempo, Bauer se convirtió en el arquitecto de íntimas casas de campo y estudios. El estilo de muchas de las casas diseñadas por él se caracteriza a menudo por fachadas exteriores parcialmente acabadas en blanco con detalles de madera, en un estilo romántico. Diseñó varias cabañas y villas en Bussum, para familiares y amigos de Frederik van Eeden. También disenó una villa para Johanna Bonger (la cuñada de Vincent van Gogh) y otra villa para George Breitner y su hermano Marius Bauer. Willem Bauer también diseñó otras casas en los Países Bajos, pero su obra en esta área fue limitada.

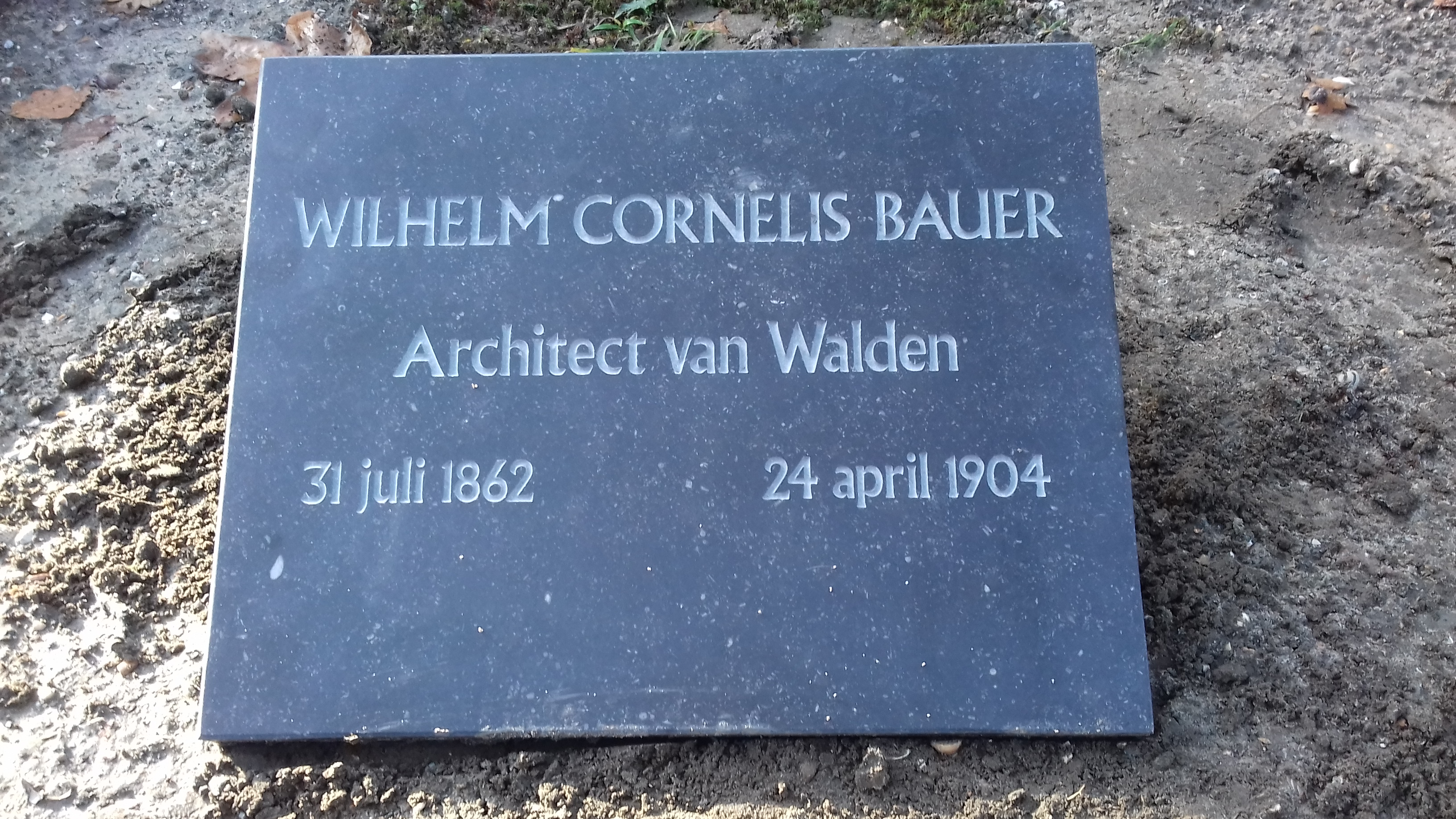
Memorial Stone W. C. Bauer

### Fallecimiento
Al final de su vida sufría de depresión por la que estaba siendo tratado por el psiquiatra Frederik van Eeden y padecía parálisis sifilítica. Van Eeden finalmente encontró a Bauer muerto por suicidio. Fue enterrado el 29 de abril de 1904 en el cementerio general de Bosdrift en Hilversum, cerca del lugar donde vivió por última vez, en Roeltjesweg en Hilversum.

## Lista de sus proyectos construidos

### Bussum
- Hut, van Frederik van Eeden, Frans Kampweg 22 (circa 1898), trasladado en 1908[11]
- Villa De Maerle, Nieuwe 's-Gravelandseweg 77 (1898)[12][13]
- Hut, van Carry van Hoogstraten (más tarde esposa de Nico van Suchtelen ), Nieuwe 's-Gravelandseweg 96 (alrededor de 1898)[14]
- Villa De Lelie, Nieuwe 's-Gravelandseweg 86, diseñada para Frederik van Eeden (1899)[15][16]
- Casa Boschlust, Nieuwe 's-Gravelandseweg 88, diseñada como residencia de las colonias (1899)[17]
- Casa, Kampweg 22 francesa, diseñada para Truida Everts (segunda esposa Frederik van Eeden) (1899)[18]
- Villa Eikenhof, Regentesselaan 39, diseñada para Jo Bongers y Johan Cohen Gosschalk (1901)[19]
- Casa, Frans Kampweg 2, que fue habitada por la Reverenda Anne de Koe van Kolonie Walden (1902), renovada en 1912.[20]

### Blaricum
- Casa de campo Thea, Torenlaan 13, diseñada para Jan Zoetelief Tromp (1900), posteriormente renovada[21]

### Bloemendaal / Aerdenhout
- Villa Stamboel, diseñada para su hermano Marius Bauer (construida en 1901 - demolida en 1973)[22]
- Villa De Merel, Marius Bauerlaan 5 en Aerdenhout (1901)[23]
- Huize Gimli, Schulpweg 2, habitada por Betsy van Vloten (demolida)[24]
- Villa Zonnehof, Bentveldsweg 102, diseñada para Nico van Suchtelen (1901)[25][26]
- Villa Duinweide, Bentveldsweg 104 (1902)[27]
- Villa Rockaertsduin, Aerdenhoutsduinweg 13, diseñada para George Breitner (1902)[28]

## Ejemplos de dibujos y de edificios diseñados por Willem Cornelis Bauer

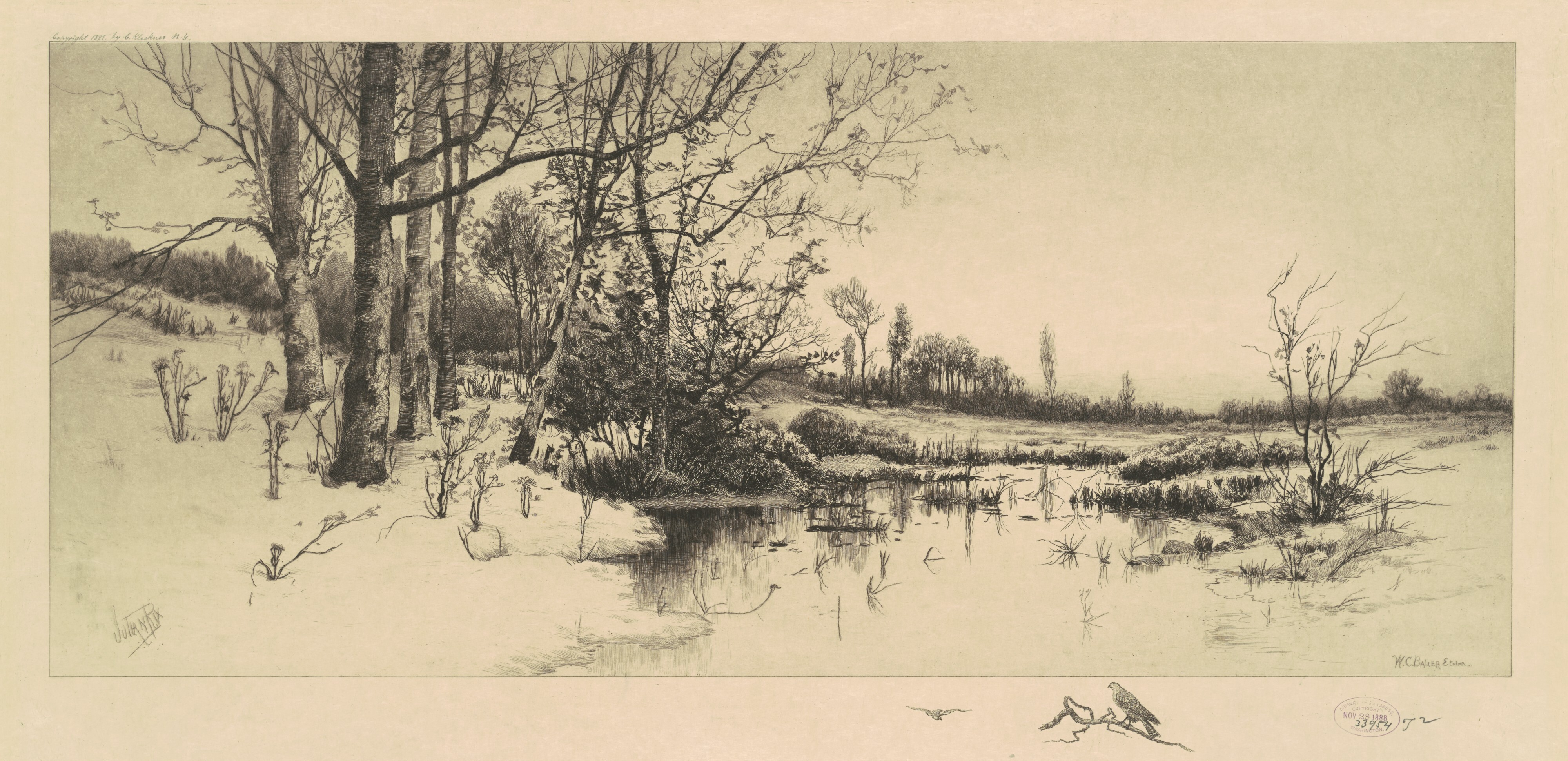
paisaje de invierno
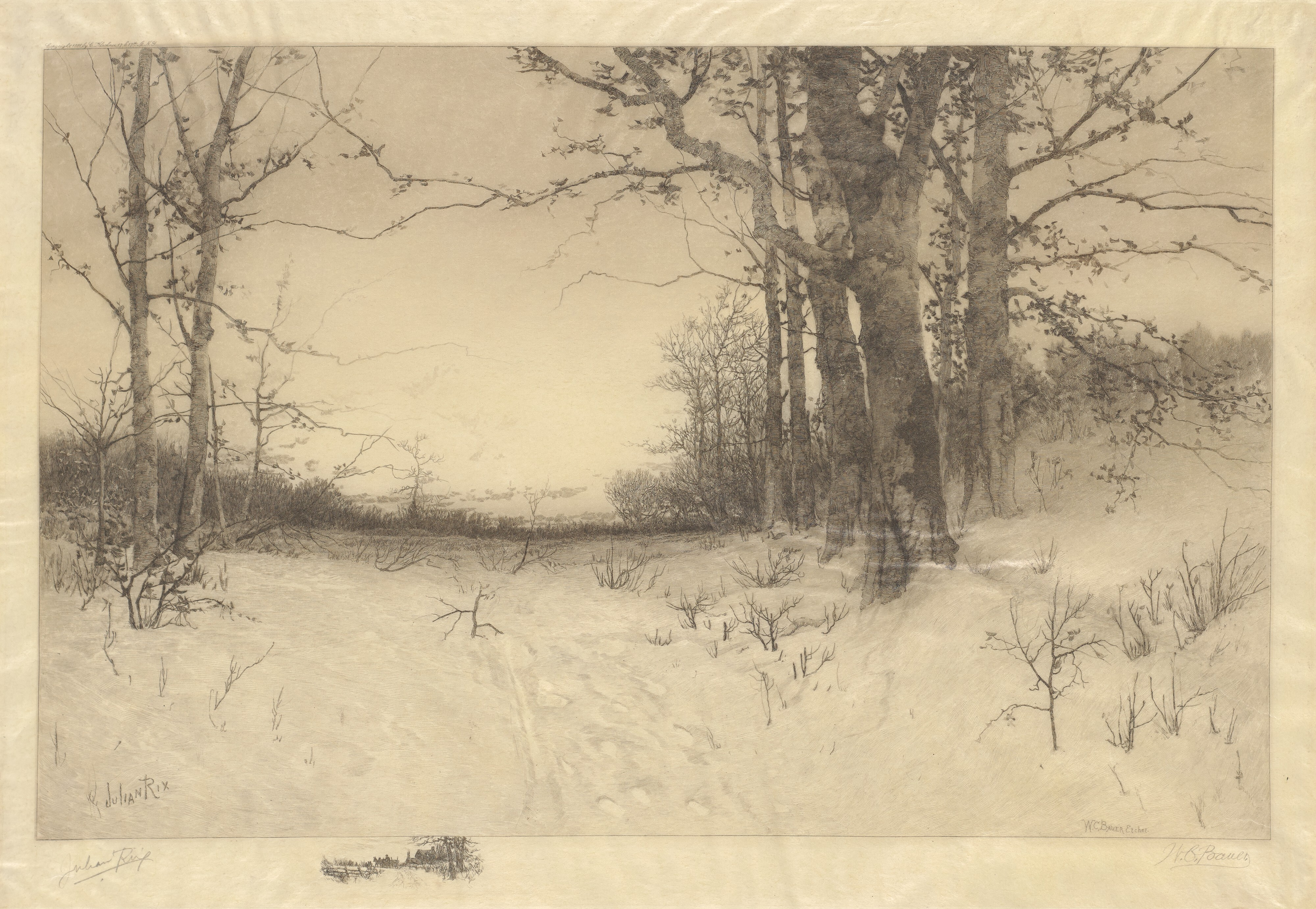
Pleno invierno
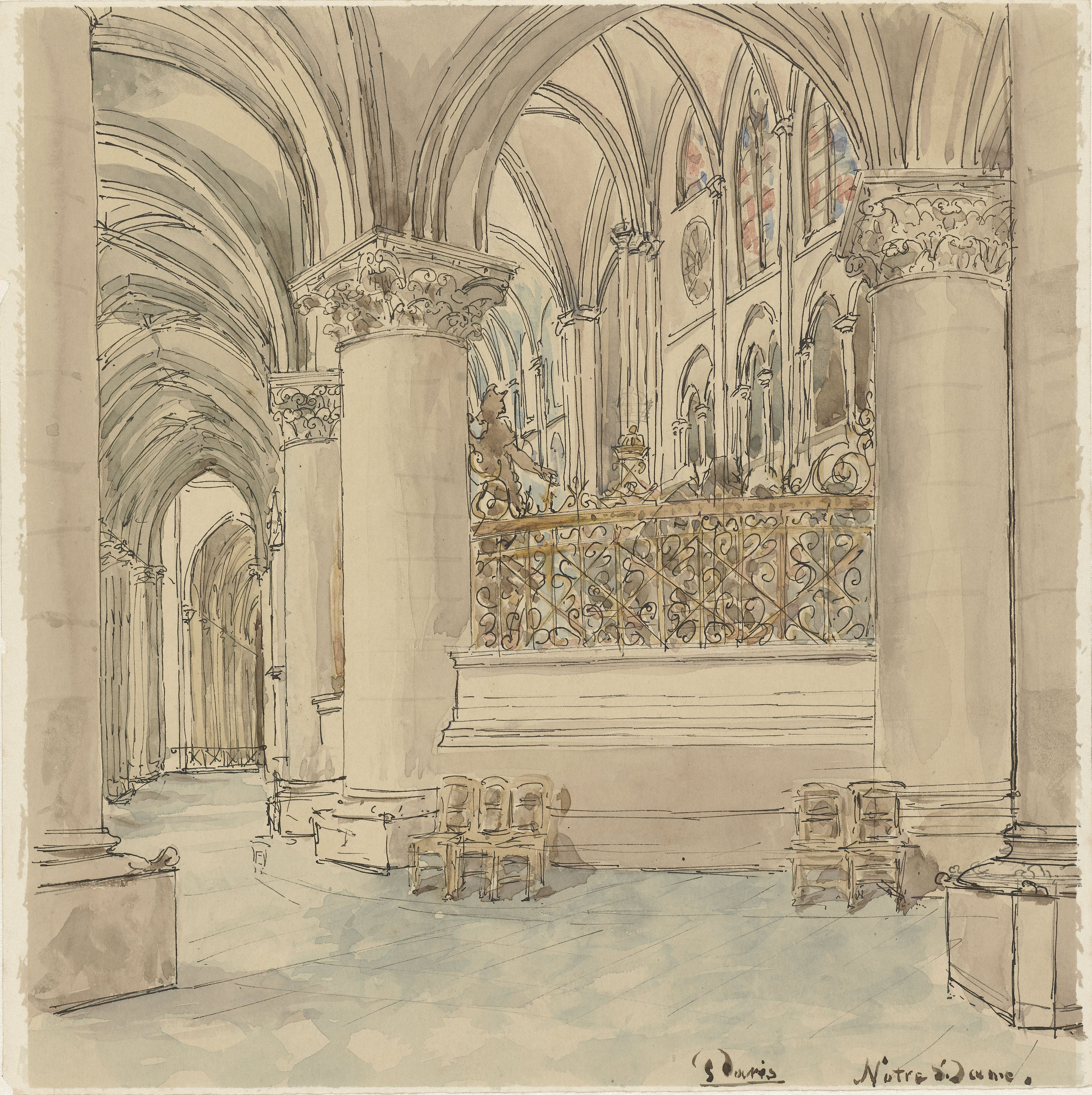
Interior de la iglesia
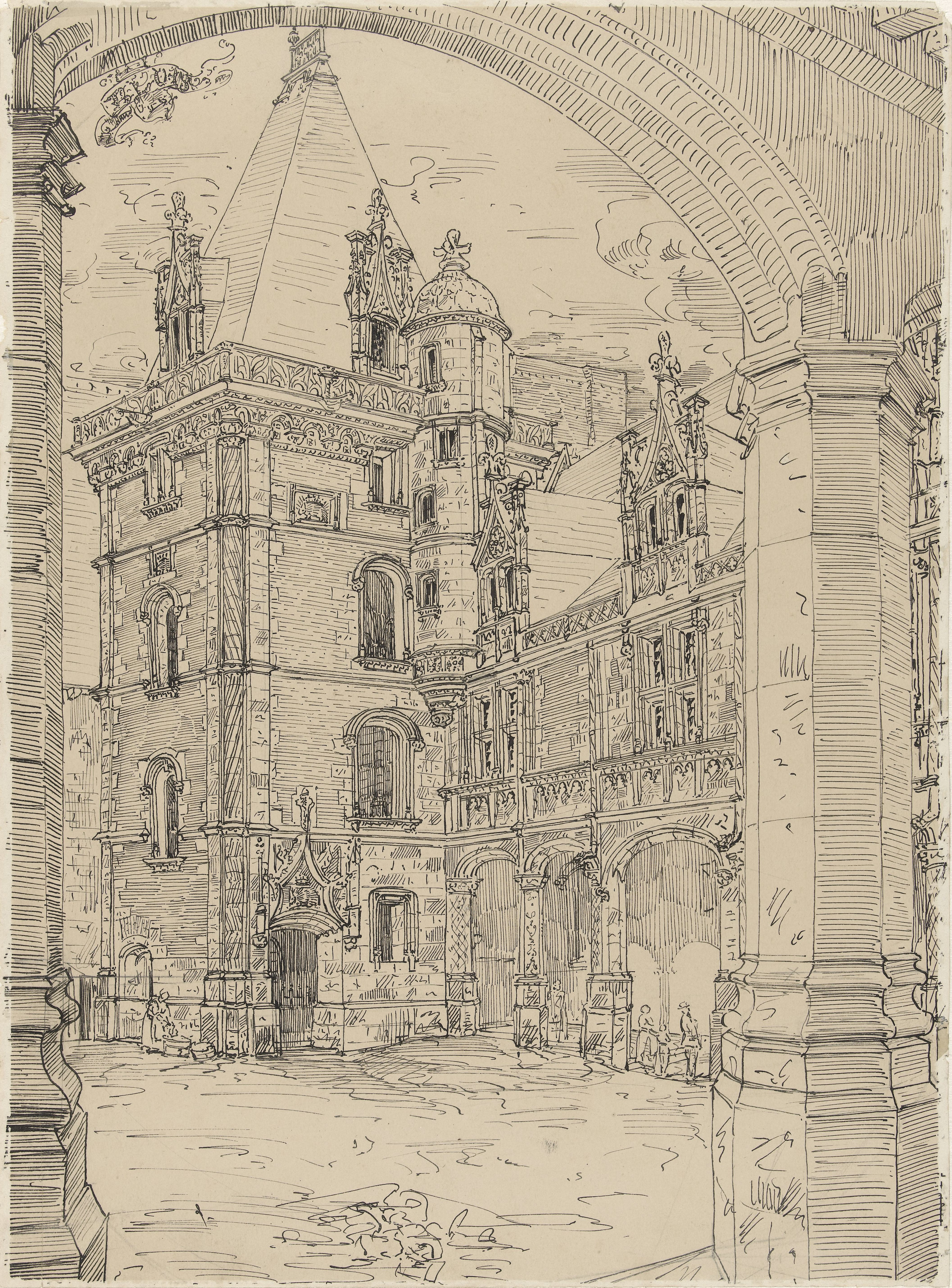
Patio
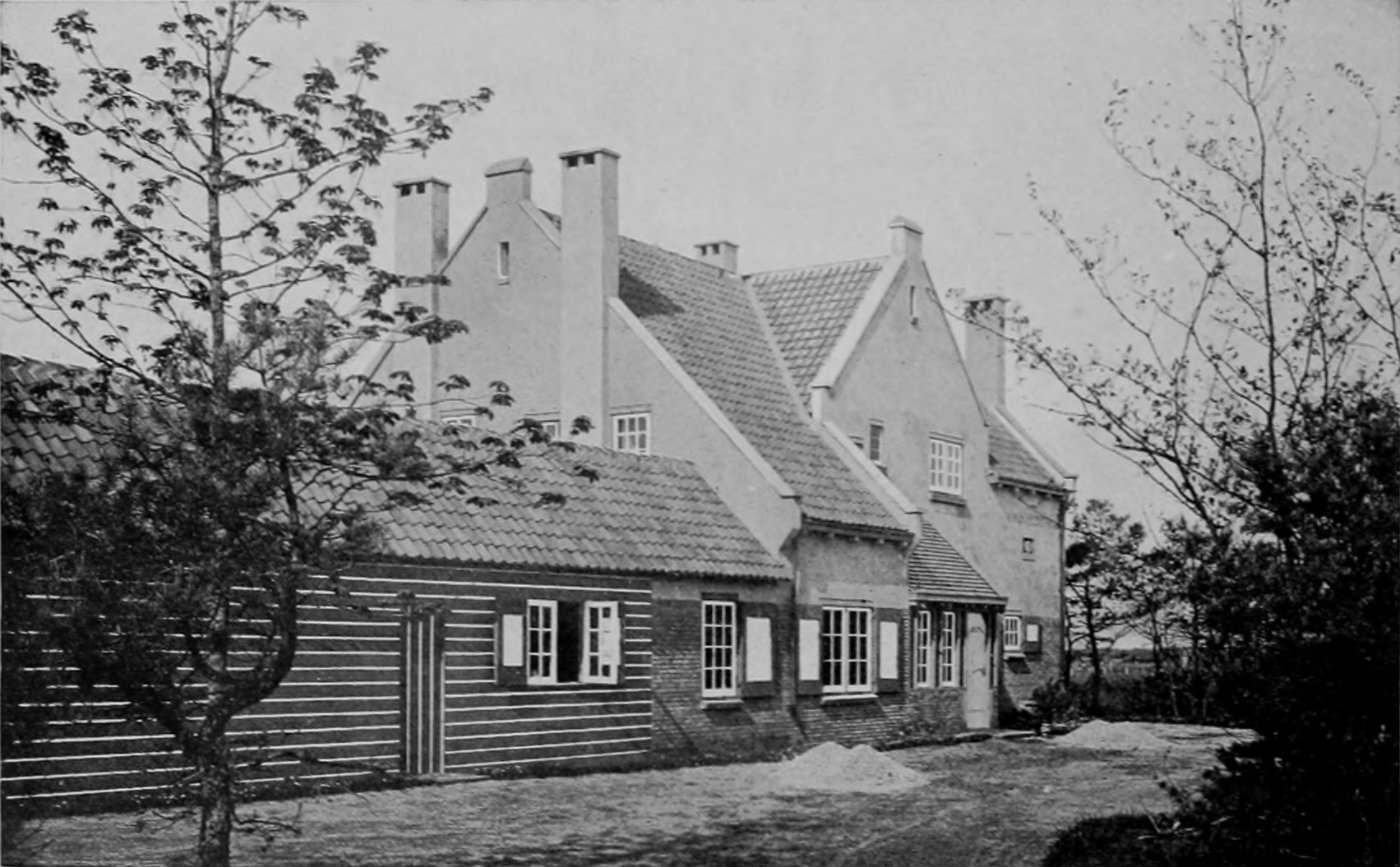
Villa de Lelie, Bussum
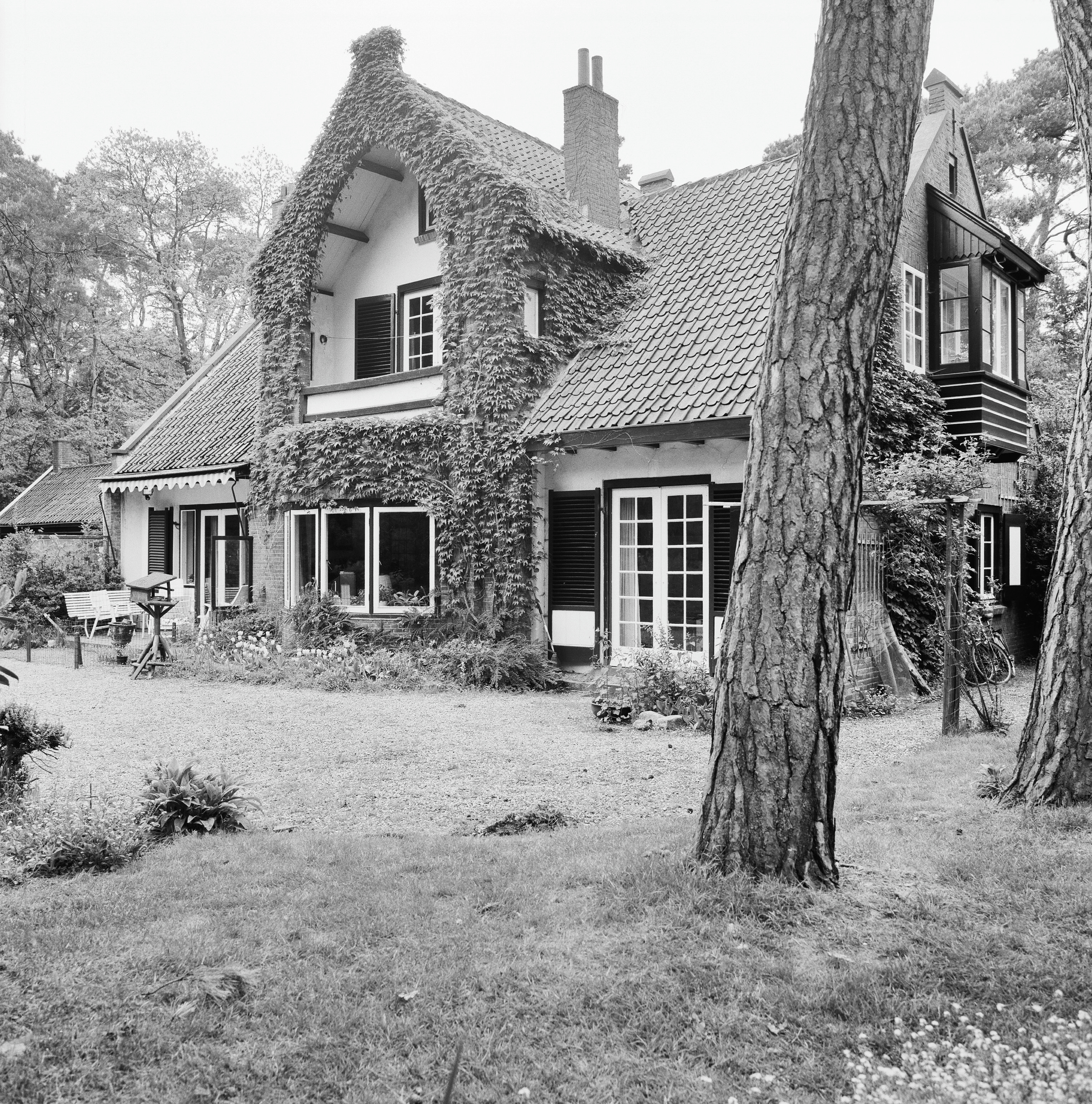
Villa de Maerle, Bussum
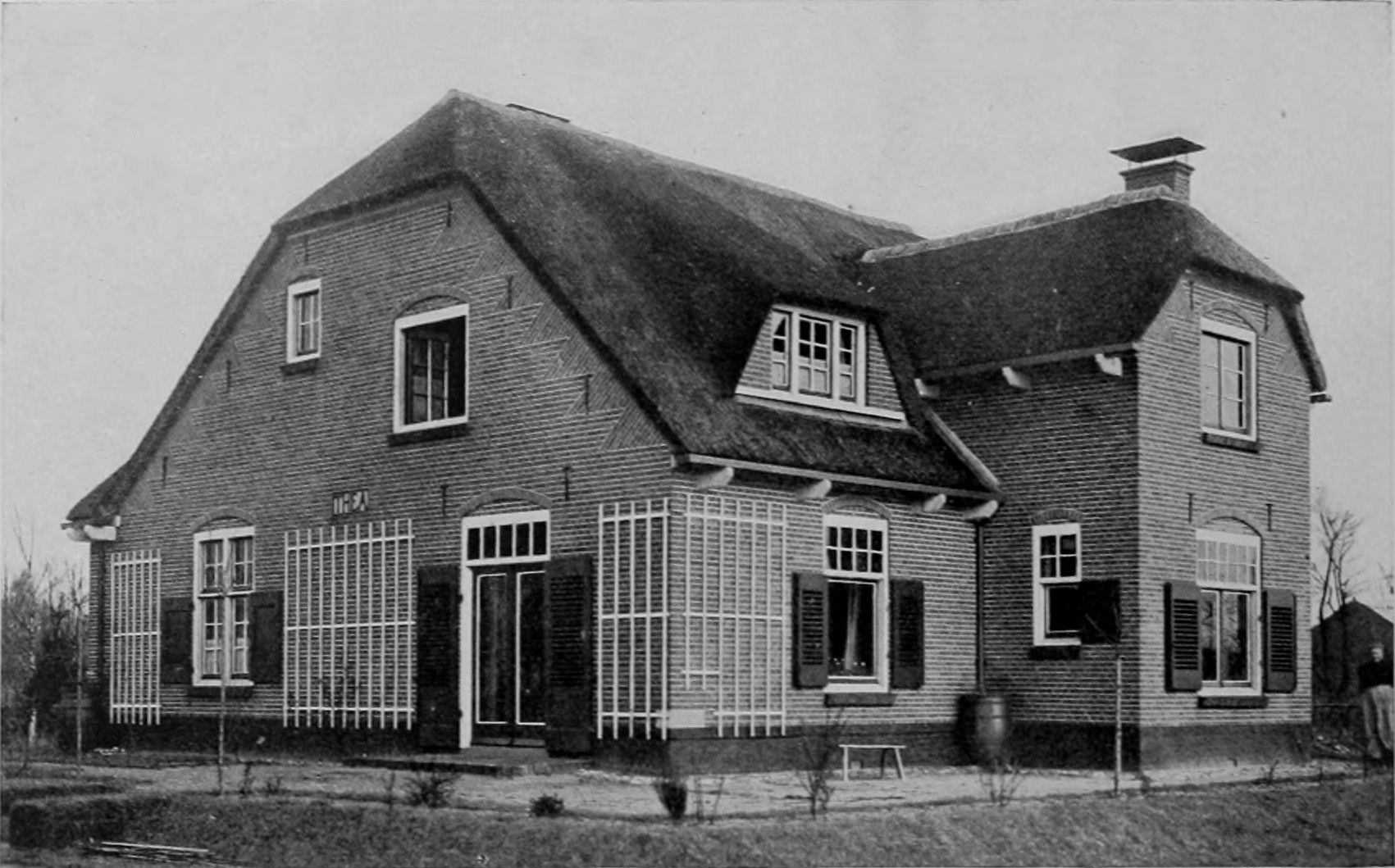
Casa de campo Thea, Blaricum
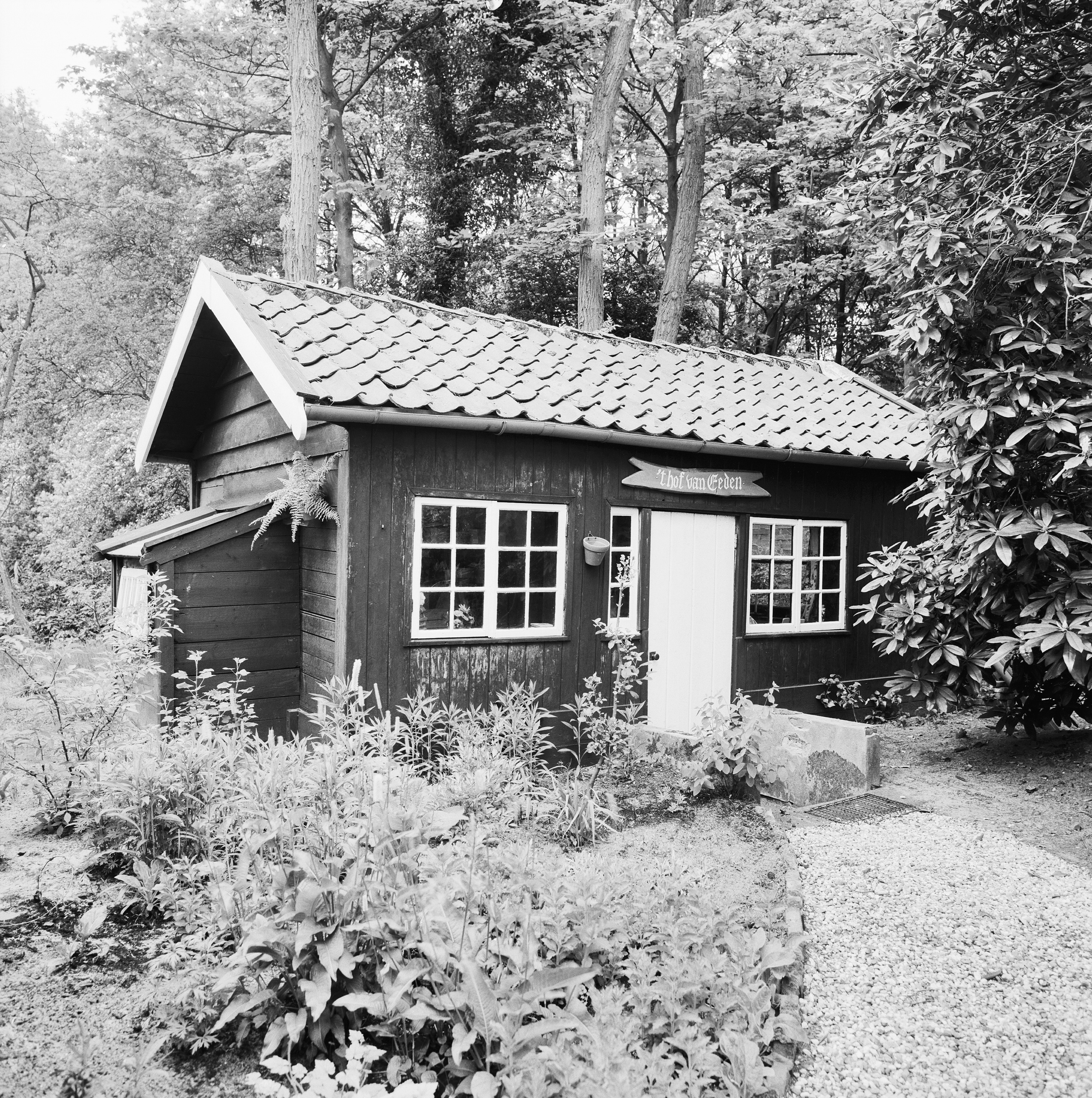
Refugio Frederik van Eeden
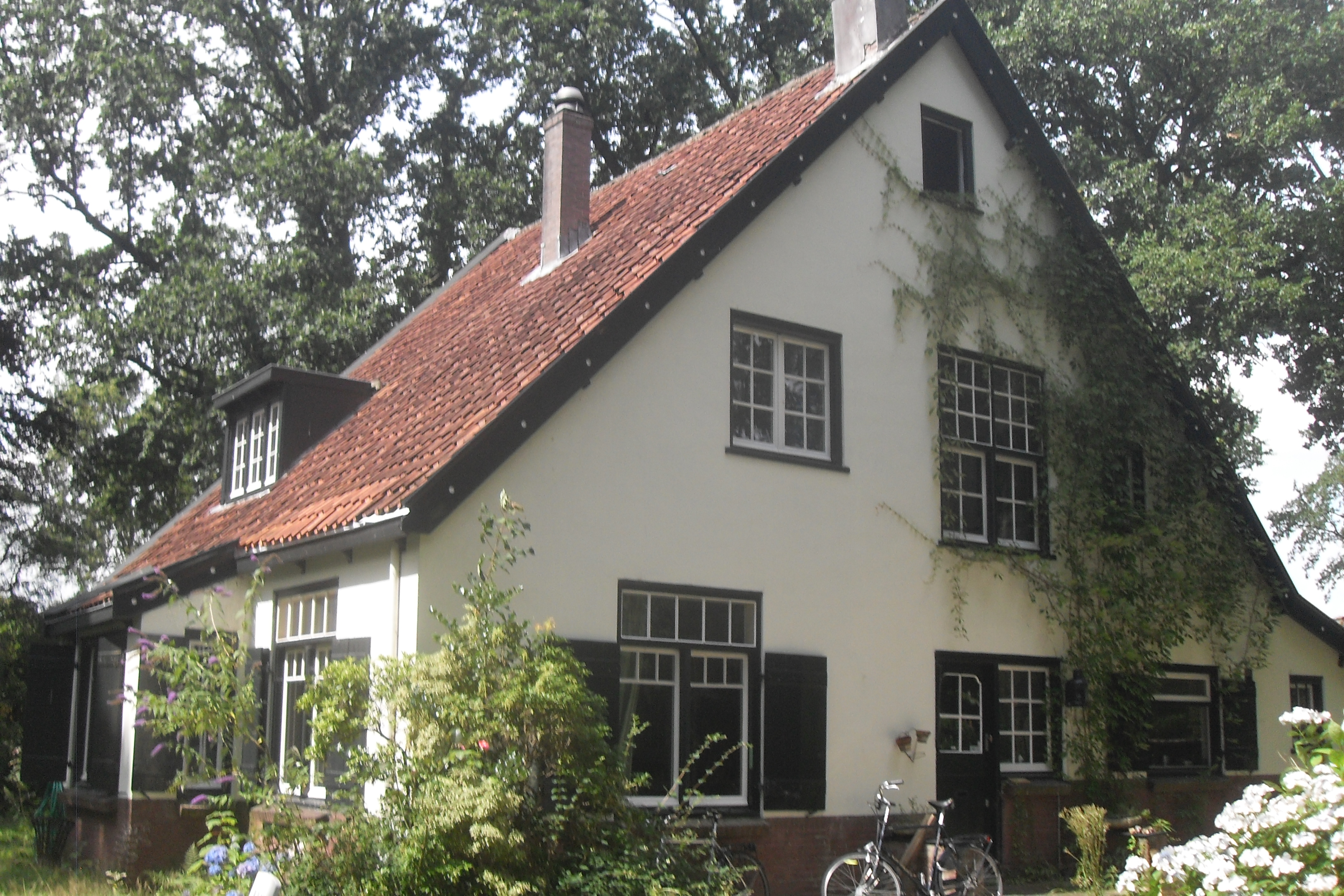
Villa Eikenhof, Bussum
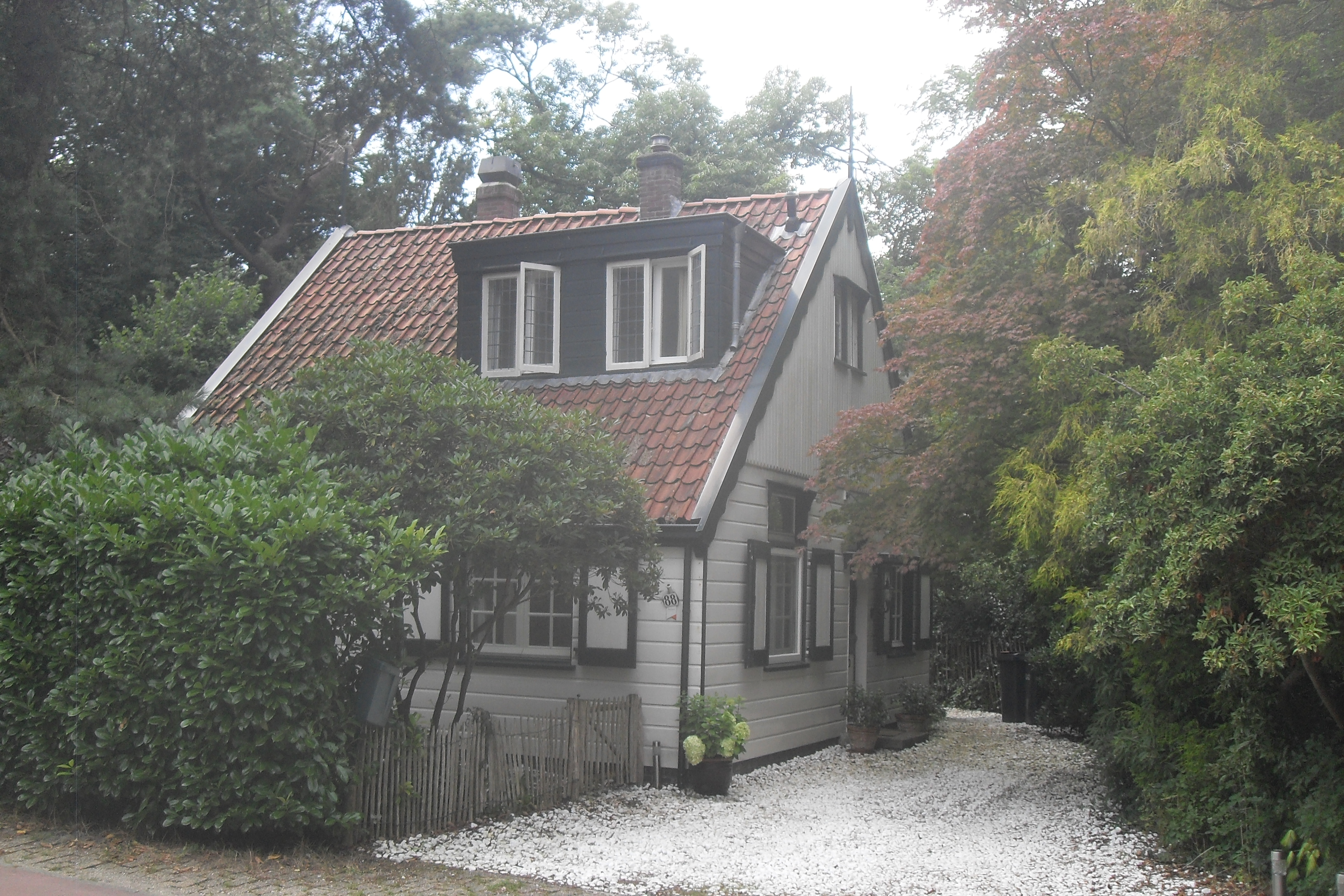
Casa Boschlust, Bussum
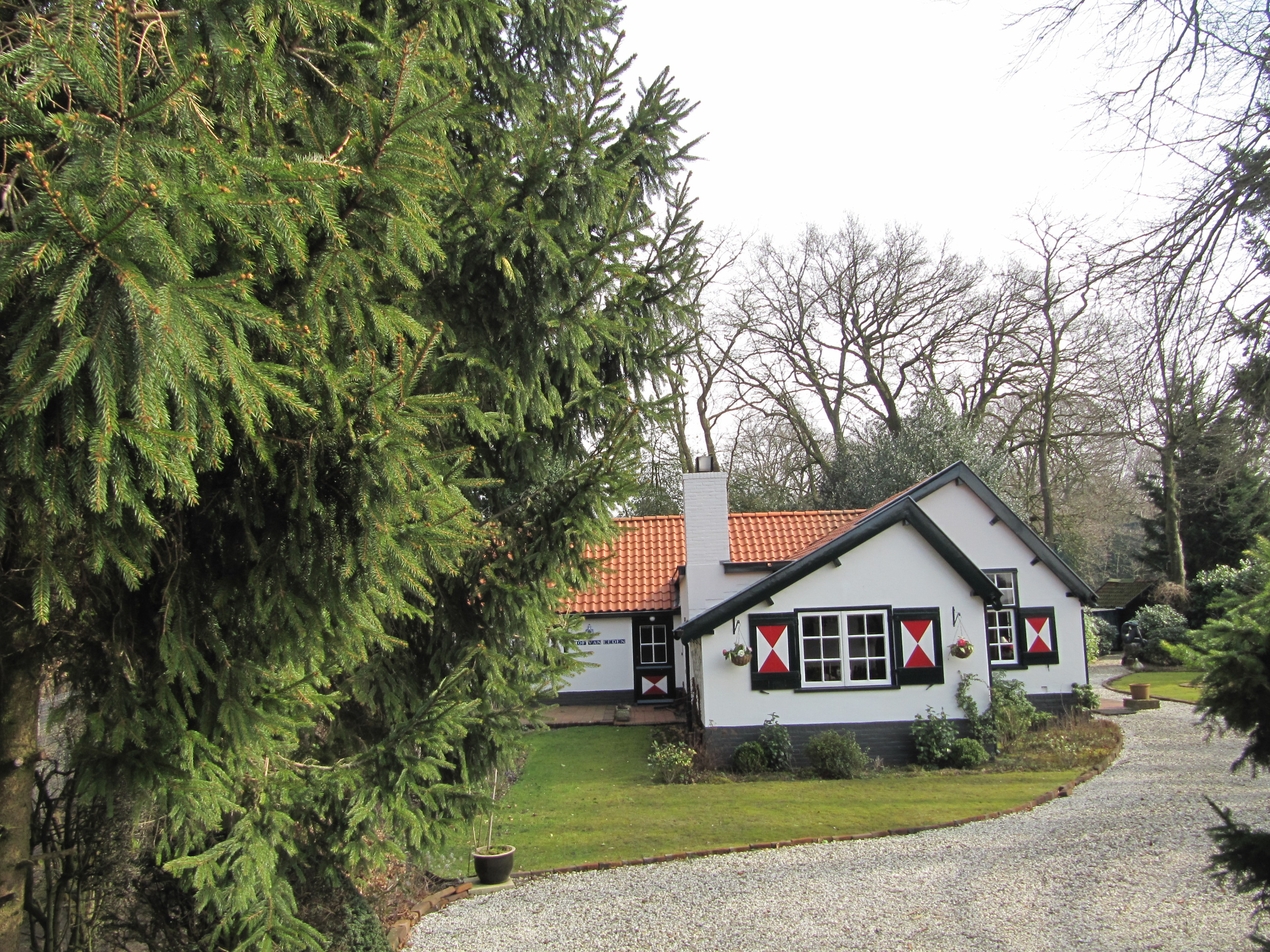
Casa en Bussum